# George Dima
George Dima, eigentlich Gheorghe Dima (* 10. Oktober oder 28. Dezember 1847 in Kronstadt; † 4. Juni 1925 in Klausenburg), war ein rumänischer Komponist und Mitglied der Academia Română.
Dima war Schüler von Ferdinand Heinrich Thieriot in Graz und des Leipziger Konservatoriums. 1881 wurde er Dirigent des rumänischen Musikvereins in Hermannstadt (Siebenbürgen) sowie Seminarmusiklehrer und Kirchenmusikdirektor. Zahlreiche Kompositionen erschienen im Druck.
Er war Namensgeber für die staatliche Musikakademie Gheorghe Dima in Cluj-Napoca.